# MacOS Catalina
macOS Catalina（版本 10.15）是蘋果公司用於麥金塔電腦的桌面作業系統 macOS 的第 16 代主要版本。它是 macOS Mojave 的下一代系統，在2019年6月3日的蘋果公司全球軟體開發者年會（WWDC）上發布，並於2019年10月7日正式推出。macOS Catalina 是首個僅支援64位元應用程式的 macOS 版本，亦是第一個包含「激活鎖（Activation Lock）」的版本。它也是 macOS 編號為 10 的最後一個版本，其後繼版本 Big Sur 的編號為11。macOS Big Sur 於2020年11月12日接替 macOS Catalina。
macOS Catalina 繼續依循著 macOS 使用加州地景命名的慣例，其名稱以加利福尼亞州南部近海的聖卡塔利娜島（Santa Catalina Island）來命名。

## 系統要求
macOS Catalina 正式支援所有 Mojave 的所有標準規格上執行。2010-2012 年的 Mac Pro 機型，僅在 GPU 升級後才能執行 Mojave，否則不再支援。Catalina 需要至少 4GB 的記憶體，比較 Mojave 升級，Lion需要增加超過 2GB 的記憶體。同時，它可將支援所有 iPadOS 的 iPad 裝置（需要支援Apple Pencil）的更新作為延伸桌面：
- iMac：2012 年末或更新型號
- iMac Pro
- Mac Pro：2013 年末或更新型號
- Mac Mini：2012 年末或更新型號
- MacBook：2015 年初或更新型號
- MacBook Air：2012 年中或更新型號
- MacBook Pro：2012 年中或更新型號

一些使用者在蘋果公司官方不支援的較舊機型麥金塔電腦上成功安裝與執行 macOS Catalina，但需要使用修補程式來進行修改安裝映像。

## 变化

### 系统

#### Catalyst
Catalyst 是一種全新的軟體開發工具，它使得開發人員得以編寫可同時在 macOS 和 iPadOS 上執行的應用程式。蘋果公司亦展示了幾款移植的應用程式，包括了 Jira 和 Twitter（後者於2018年2月停止其作為 macOS 應用程式之後）。

#### 
系統執行在其唯讀卷宗中，並與 Mac 上的所有其他資料分開。系統從可載入核心模組升級。（英文：System Extension） 避免了可載入核心模組的問題。蘋果提供了3種系統延伸功能：網路延伸功能、端點安全延伸功能，和驅動程式延伸功能。系統延伸功能執行在使用者空間 (User space) 中，而非核心空間 (Kernel space) 中。。Catalina 是最後一版支援舊版系統延伸功能的 macOS。

#### 驅動程式延伸功能
DriverKit 是 IOKit 裝置驅動程式的替代品，驅動程式延伸功能是使用 DriverKit 建構的。DriverKit 是一個具有基於 IOKit 的全新框架的 SDK，但已進行了更新和現代化。它目標在核心外部的使用者空間中構建裝置驅動程式。

#### Gatekeeper
Mac 應用程式、安裝程序套件和核心延伸功能，蘋果公司必須對經過開發人員 ID 簽名的文件進行認證，才能在 macOS Catalina 上執行。配備蘋果公司 T2 安全芯片的裝置（包括iMac Pro、2018 年或更新型號的 MacBook Pro、Mac Mini 及 MacBook Air 和 2019 年的 Mac Pro 型號）都支援激活鎖。

#### 專用系統卷宗
系統以其唯讀卷宗 (Volume) 上運作，它跟 Mac 上的所有其他分開。

#### 語音控制
此新功能讓用戶可以透過語音控制（Voice control）向應用程式提供詳細的語音指令，儘管macOS早已支援Siri，但「語音控制」將能讓用戶對裝置進行更深層次的控制。裝置上使用機器處理來提供更好的導覽控制。

#### 並行（Sidecar）
（英文：Sidecar）是一項新功能，允許搭載 iPadOS 的 iPad 做為無線外接顯示器。借助 Apple Pencil，iPad 還可以用作電腦上軟體的數位繪圖板。Sidecar 需要一台配備英特爾（Intel）處理器的第六代CPU 和更新版本的 Mac（例如iMac Pro、MacBook、2015年末的27英寸 iMac 、2016年的第四代 MacBook Pro、2017年或更新型号的21.5英寸 iMac、2018款 Mac Mini 及 MacBook Air，以及2019年的 Mac Pro 或更新型號），及支援 Apple Pencil 的 iPad。
關於譯名需要注意的是，蘋果在臺灣及香港將 Sidecar 稱作並行，其與程式架構中的並行（Concurrent，在中國稱為并发）沒有關聯。

#### 支援無線遊戲控制器
遊戲控制器框架增加了對兩款主流遊戲機的遊戲控制器的支援：PlayStation 4 的 DualShock 4，以及 Xbox One 的控制器。

### 應用程式

#### iTunes
為了跟 iOS 維持一致，iTunes 被分拆為 Apple Books、「音樂（Music）」、「Podcasts」和「電視（TV）」三款應用程式，因此使 iTunes 軟體逐漸淡出歷史舞台。IOS和iPadOS裝置列表的設備管理現在透過 Finder 進行。Mac上的「電視」應用程式於2018年或之後發布的 MacBook 上支援杜比全景聲、杜比視界（Dolby Vision）和HDR10，杜比視界充分利用了 MacBook 電腦顯示器的 Display-P3 廣色域以及螢幕的高亮度。它連接到 2018 年或更後期的 Mac 版本內置顯示器螢幕上顯示杜比視界內容時，為用戶提供高動態範圍及廣色域的畫面，更支援兼容顯示器同時播放4K高清影片。杜比全景聲支援在2018年及以後推出的 MacBook Pro、MacBook Air 的內置揚聲器中播放。
iTunes商店亦於此版本中正式退役，被多元化的影音分類應用程式所取代。

#### 尋找（Find My）
「尋找我的 Mac（Find My Mac）」和「尋找我的朋友（Find My Friends）」現在合併為一個應用程式名為「Find My」。

#### 提醒
在其他視覺和功能上的全面修訂中，現時可以把附件新增到「提醒」當中，Siri 也可以智慧地估計於何時提醒使用者有關事項的信息。

#### 已移除及改變的組件
macOS Catalina 終止了對較舊的32位元應用程式的支援，並僅支援64位元的應用程式，32位元應用程式將不能再運作（包括所有使用 Carbon API 的軟件以及 QuickTime 7 應用程式、圖像、音頻和視頻編解碼器）。蘋果公司還從 Mac App Store 中移除了全部僅有32位元版本的應用程式。
- Z shell 是 macOS Catalina 中預設的登入及互動式殼層程式 (Login and interactive shell)，取代了自2003年起 Mac OS X Panther 以來的預設殼層程式[44]。Bash 以及 csh／tcsh 和 ksh 仍可在 macOS Catalina 中繼續使用，

- Dashboard 應用程式已在 macOS Catalina 中被移除[45]。

- Photo Booth 中添加背景的功能在 macOS Catalina 中被刪除。

- 命令列界面 GNU Emacs 應用程式已在 macOS Catalina 中刪除。

- Perl、Python 2.7 和 Ruby 被視為過時(deprecated)的軟體，基於維持傳統軟體相容性的原因仍然可以在 Catalina 中使用，然而未來將不再內建於 macOS 中。[46][47]。

- 適用於執行 Lion、Mountain Lion 及 Mavericks 或2011年及更早期的Mac 版本連接所使用的舊版已被移除[48]。

## 版本历史
|  | 過往版本 |  | 目前版本 |

| 版本    | 組建編號 | 發佈日期       | Darwin版本                | 发行说明          | 单独下载          |
| ------- | -------- | -------------- | ------------------------- | ----------------- | ----------------- |
| 10.15   | 19A583   | 2019年10月7日  | 原始软件更新版本          |                   |                   |
| 10.15   | 19A602   | 2019年10月15日 | 补充更新                  |                   |                   |
| 10.15   | 19A603   | 2019年10月21日 | 修订补充更新              |                   |                   |
| 10.15.1 | 19B88    | 2019年10月29日 | 19.0.0 xnu-6153.41.3~29   | 更新说明          | 更新              |
| 10.15.2 | 19C57    | 2019年12月10日 | 19.2.0 xnu-6153.61.1~20   | 更新说明          | 更新 组合更新     |
| 10.15.3 | 19D76    | 2020年1月28日  | 19.3.0 xnu-6153.81.5~1    | 更新说明          | 更新 组合更新     |
| 10.15.4 | 19E266   | 2020年3月24日  | 19.4.0 xnu-6153.101.6~15  | 更新说明          | 更新 组合更新     |
| 10.15.4 | 19E287   | 2020年4月8日   | 19.4.0 xnu-6153.101.6~15  | 补充更新          | 补充更新          |
| 10.15.5 | 19F96    | 2020年5月26日  | 19.5.0 xnu-6153.121.1~7   | 更新说明          |                   |
| 10.15.5 | 19F101   | 2020年6月1日   | 19.5.0 xnu-6153.121.2~2   | 补充更新          |                   |
| 10.15.6 | 19G73    | 2020年7月15日  | 19.6.0 xnu-6153.141.1~9   | 更新说明 安全更新 | 更新 组合更新     |
| 10.15.6 | 19G2021  | 2020年8月12日  | 19.6.0 xnu-6153.141.1~1   | 补充更新          | 补充更新          |
| 10.15.7 | 19H2     | 2020年9月24日  | 19.6.0 xnu-6153.141.2~1   | 更新说明 安全更新 | 更新 组合更新     |
| 10.15.7 | 19H4     | 2020年10月27日 | 19.6.0 xnu-6153.141.2~1   | 更新说明 安全更新 | 更新 组合更新     |
| 10.15.7 | 19H15    | 2020年11月5日  | 19.6.0 xnu-6153.141.2.2~1 | 补充更新 安全更新 | 补充更新 组合更新 |